# Sierra de la Alfaguara
La Sierra de la Alfaguara, perteneciente al término municipal de Alfacar, forma parte del parque natural Sierra de Huétor, en la provincia de Granada, España.
Por ella nace y fluye el río Darro, que desemboca en el Genil en el interior de la ciudad de Granada. Dentro de la sierra se encuentra el "Arboretum La Alfaguara", con una zona de ocio adjunta.
El parque natural de la Sierra de Huétor tiene una extensión de 12.428 hectáreas y comprenden las localidades de Alfacar, Cogollos Vega, Beas de Granada, Diezma, Nívar, Víznar y Huétor Santillán, siendo este último el municipio que le da nombre debido a que es el que más terreno tiene del parque.

## Relieve
Uno de los puntos de acceso a la Sierra de la Alfaguara es el pueblo de Alfacar, municipio que fue lugar de recreo de los monarcas ziríes. El manantial de Fuente Grande, también conocido como de las Lágrimas, se localiza en la parte alta del pueblo. La fuente, que data del siglo XI, es uno de los más importantes vestigios de la época de los califatos que se conservan actualmente. Los parajes de la Sierra de la Alfaguara esconden varias cuevas naturales, como la del Gato y la de los Mármoles, aunque son poco conocidas.

## Flora y Fauna
La vegetación que recorre esta sierra es de tipo mediterráneo, formada sobre todo por distintas especies de pinares, ya que el terreno ha sido repoblado sobre todo por coníferas. Aunque también hay cedros y pinsapos, que se mezclan con los árboles autóctonos, como el quejigo o la encina. En cuanto a la fauna, abunda el jabalí y hay rebaños de cabras montesas, que pueden contemplarse a sorprendente cercanía.

## Rutas de senderismo
- Salida desde la zona recreativa de la alfaguara:

La subida por este sendero comienza en la zona recreativa, donde se facilita el aparcamiento para los vehículos. Siguiendo el sendero que comienza en esta zona se llega a una amplia explanada conocida como la Alfaguarilla, desde donde se puede divisar la Cruz de Alfacar, el siguiente hito de esta ruta de baja montaña.
- Cruz de Alfacar:

Una vez alcanzada la cima de la Cruz de Alfacar, situada a 1548 metros de altitud, se pueden apreciar las vistas desde La Vega hasta el Pantano de Cubillas. Se continuará hacia el siguiente hito del itinerario, la Cruz de Víznar.
- Cruz de Víznar:

Una vez se alcanza este punto comienza la marcha al lado contrario del collado. El sendero de descenso es la Vereda de la Umbría en donde se encuentra una placa en memoria de un montañero que falleció en 1994.
- Cueva del Gato:

En el camino de Fuente Teja parte la vereda que conduce a la Cueva del Gato. Una profunda gruta que ofrece unas amplias vistas de la Sierra de la Alfaguara.
- Fuente de la Teja:

Tras regresar a este camino se alcanza un sendero que conduce al área recreativa del manantial. Este camino transcurre de forma paralela al río Tejo.
- Cueva de los Mármoles:

A la derecha de la fuente se puede encontrar una trocha que conduce a la Cueva de los Mármoles. Para regresar al área recreativa de la Alfaguara a través de la pista de las Mimbres de Prado Negro.